# 杨梅岭村

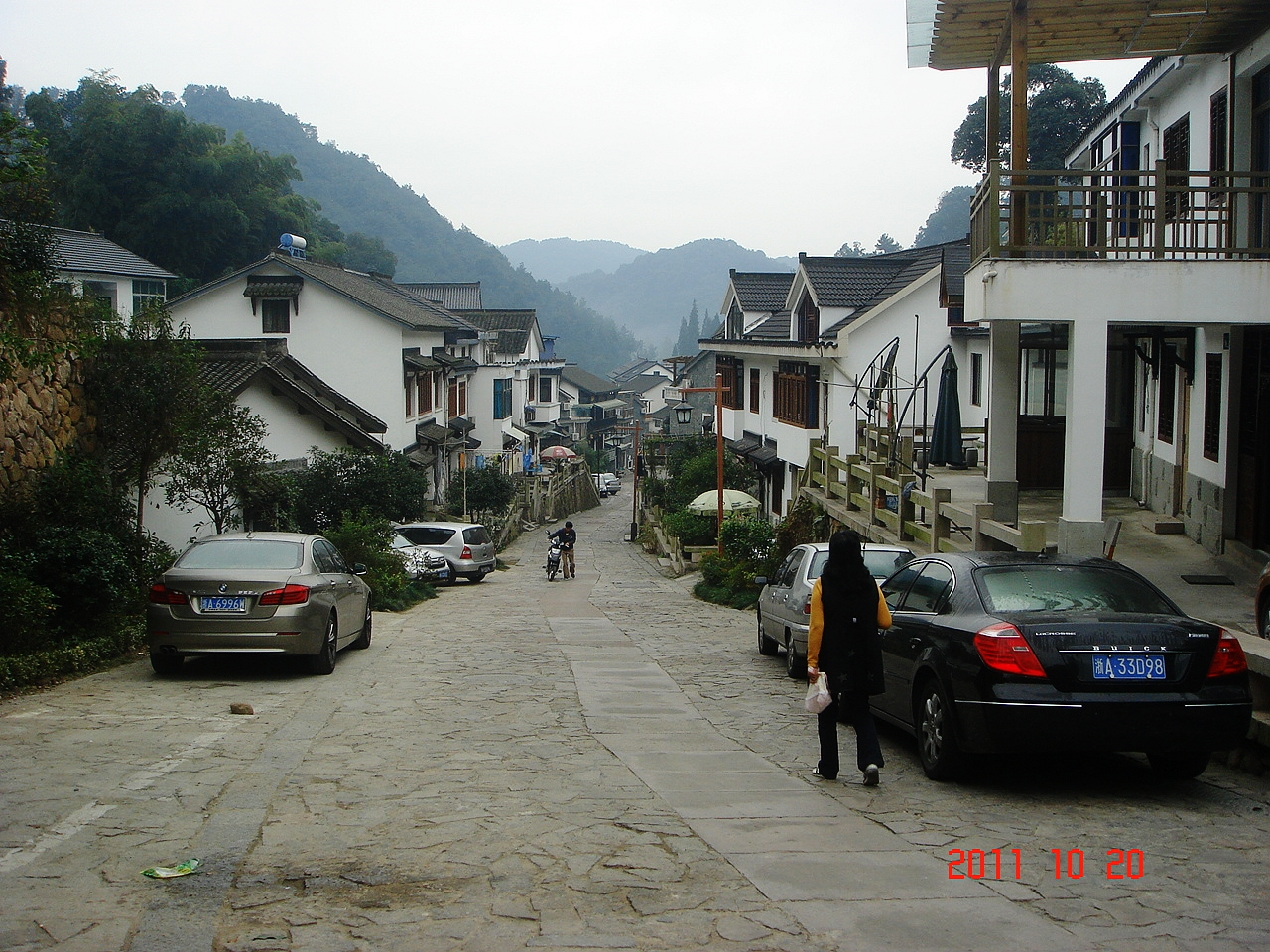
乾龙路杨梅岭村

杨梅岭村是中国浙江省杭州市西湖区西湖街道所辖的一个村，位于西湖风景区内。该村总人口368人。杨梅岭为九溪十八涧的发源地。此地为狮峰龙井茶的主产地之一。经济以茶业为主。民居具有典型的江南传统风格。